# Cult (album de Savant)
Pour les articles homonymes, voir Cult (homonymie).
Albums de Savant
♥ (heart)
(2013) Orakel
(2013)
Cult est le neuvième album du producteur d'electronic dance music norvégien Aleksander Vinter, et son septième sous le nom de Savant.

## Liste des pistes[1]
| 1.    | Robin Hood                 | 5:03 |
| 2.    | Night Owl                  | 3:13 |
| 3.    | Kali 47                    | 5:18 |
| 4.    | Forbidden (feat. Kaster)   | 8:39 |
| 5.    | Patriots                   | 4:28 |
| 6.    | West Coast                 | 3:39 |
| 7.    | Can't Touch This           | 3:05 |
| 8.    | Virgin                     | 3:02 |
| 9.    | Chop It (feat. Gino Sydal) | 4:19 |
| 10.   | Butterfly                  | 4:04 |
| 11.   | Catharsis                  | 5:48 |
| 12.   | Stereophobia (feat. Sikis) | 4:33 |
| 13.   | Black Pearls               | 4:13 |
| 14.   | Sins                       | 5:04 |
| 44:54 |                            |      |